# Щитковий сцинк
Щитковий сцинк, сцинк щитковий (Eurylepis taeniolatus) — вид ящірок родини сцинкових (Scincidae). Поширений у Передній, Центральній та Південній Азії. Мешканець передгір'їв та гір.
Донедавна сцинка щиткового розглядали як один із видів роду довгоногих сцинків (Eumeces).

## Опис
Ящірка середнього розміру із сильним пружним тілом. Довжина тіла від кінчика морди до клоаки (L.) у самців до 144 мм, у самиць — до 125 мм. Хвіст (L.cd.) потовщений при основі, довгий — у 2 рази  перевищує довжину тулуба з головою: відношення  L./L.cd. складає 0,50—0,51. Хвіст ламкий, здатний до регенерації. Маса тіла до 130 г.

### Лускатий покрив
Тіло вкрите гладенькою рибоподібною лускою. Під лускатим покривом залягають кісткові пластинки (остеодерми), завдяки яким тіло сцинка виглядає  щільним і пружним на дотик. На голові остеодерми щільно зрощені з кістками черепу. Навколо середини тулуба (Sq.) 21 луска, рідко 19 або 23. Вдовж хребта тягнеться ряд сильно розширених щитків. Два поздовжніх ряди лусок на шиї трохи розширені. Два великих анальних щитка (А. 1/1).  На нижній поверхні хвоста — один поздовжній ряд розширених поперек щитків.
Голова вкрита симетричними парними і непарними щитками. Міжщелепний щиток не торкається лобно-носового, відділений від нього верхньоносовими, які торкаються один одного. Дрібні лобно-тім'яні щитки розділені великим міжтім'яним. Є 2 задньоносових щитка. Верхньогубних звичайно 8, рідко 9 або 7. Ушний отвір значно більший, ніж ніздря, на його передньому краї  є 3—4 направлених назад лусок. 

### Забарвлення
Забарвлення верхньої сторони тіла сталеве, буре, або коричневе з характерним бронзовим відливом, на спині є численні чорно-коричневі плями, які розташовані рядами. Хвіст має блакитнуватий або зеленувато-синій колір з темними плямами у вигляді довгастих та поперечних рядів. Горло червоно-жовте або яскраво-помаранчеве. 

## Поширення
Вид поширений у Саудівській Аравії та Йємені, Ірані, Туркменістані, Афганістані, Пакистані, Західній Індії.

## Особливості біології
Мешкає в передгір'ях, міжгірських улоговинах, на схилах горбів з рідкою чагарниковою та деревною рослинністю, забирається доволі високо в гори (1300—1600 м), де тримається серед нагорного степу. Трапляється також на ділянках із лесовими ґрунтами і на околицях пісків, на насипах зрошувальних каналів, у розвалинах, виноградниках та садах. Ховається під камінням, у норах гризунів і черепах, при основі кущів. Водночас риє нори в м'якому ґрунті до 40 см завдовжки.
Місцями досить чисельний вид. Так, у Центральному Копетдазі за 3—4-х годинну екскурсію навесні можна зустріти до 15—22 сцинків, але в Бадхизі (Туркменія) за 2-х годинну екскурсію — не більше 3 ящірок.
Сцинк щитковий належить до яйцекладних ящірок. Статевої зрілості досягає після трьох зимівель при довжині тулуба з головою (L.) 95—100 мм. Парування звичайно відбувається в травні — на початку червня.  У липні самка відкладає 3—6 яєць розміром 10 × 22—23 мм. Дитинчата з'являються в другій половині серпня — на початку вересня.
Живиться комахами і дрібними безхребетними, зокрема жуками, прямокрилими, лускорилими, клопами, термітами, павуками.

## Охорона
Стан більшості природних популяцій виду в межах ареалу залишається більш-менш стабільним. Саме тому він, згідно Червоного списку МСОП, отримав охоронний статус «відносно благополучний вид». Стан аравійської популяції сцинка залишається неясним.